# Brady Poppinga
(en) Statistiques sur pro-football-reference
Brady Paul Poppinga (né le 21 septembre 1979 à Evanston) est un joueur américain de football américain.

## Lycée
Poppinga joue à la Evanston High School de sa ville natale de Evanston. Il joue trois années au football américain ainsi qu'au basket-ball et quatre ans d'athlétisme. Avec l'équipe de football, il est nommé parmi les meilleurs joueurs de l'État au poste de linebacker et tight end. Il est nommé athlète de l'année de l'État du Wyoming après que l'équipe est postée une performance de 9-1 sur la saison ainsi qu'un titre de champion du Wyoming division 4-A. En 1997, il finit second du concours du lancer du disque du lycée.

## Carrière

### Universitaire
Après avoir reçu son diplôme, Poppinga effectue une mission de l'église Mormon en Uruguay. Il revient en 2001 en s'inscrivant à l'université Brigham Young. Il joue douze matchs lors de cette saison comme defensive end, effectuant dix tacles, un fumble récupéré et une passe déviée. Poppinga joue aussi dans l'escouade spéciale des Cougars. En 2002, il débute deux matchs et en joue douze. Il fait huit sacks lors de cette saison et reçoit un prix de l'université comme le meilleur joueur de la ligne défensive de l'université.
En 2003, il gagne une place de titulaire, jouant tous les matchs toujours comme defensive end. Il est le meilleur sackeur de la conférence avec six et le meilleur tacleur avec cinquante-cinq tacles. Le 6 septembre 2003, contre les USC Trojans, il fait un de ses meilleurs matchs en effectuant six tacles ainsi qu'un sack sur le quarterback des Trojans Matt Leinart. En 2004, il devient vers la fin de la saison linebacker. Il finit troisième de l'équipe en tacle avec soixante-dix-neuf, six sacks, un fumble provoqué. Brady est un des prétendants au Bronko Nagurski Trophy (meilleur joueur défensif du pays). Le 4 septembre 2004, il fait douze tacles, un sack, un fumble forcé et un récupéré.

### Professionnelle
Le 24 avril 2005, Brady Poppinga est sélectionné lors du draft de la NFL au quatrième tour, au 125e choix par les Packers de Green Bay. Il signe son contrat le 26 juillet 2005, le liant pour quatre ans avec la franchise du Wisconsin pour un montant de 2,4 millions de dollars.
Lors de la pré-saison 2005, Poppinga se blesse aux adducteurs et manque trois matchs de pré-saison. Cette blessure l'empêche de faire ses preuves et le relègue à un poste de remplaçant derrière Na'il Diggs, Roy Manning, Robert Thomas et Paris Lenon. En 2005, Brady joue surtout avec l'escouade spécial et affiche un score de vingt-deux tacles en douze matchs. Il profite des blessures des linebackers titulaires pour jouer avec les Packers, effectuant notamment deux sacks. Le 23 octobre 2005 contre les Vikings du Minnesota, il tacle à cinq reprises et sack une fois Daunte Culpepper. Contre les Falcons d'Atlanta, il écœure Michael Vick et l'empêche de jouer ses passes, résultant à une victoire de Green Bay 33-25.
Le 11 décembre 2006, il se blesse contre les Lions de Detroit et se fait opérer le 26 décembre. Il participe au camp d'entrainement des Packers en août 2006. Il joue seize matchs (dont douze comme titulaire) aux côtés de Nick Barnett et A. J. Hawk. Il fait soixante tacles, un sack ainsi que sa première interception. Le 7 octobre 2007, il intercepte une passe de Brian Griese. Il fait vingt-huit tacles lors de cette saison 2007.
Le 24 juillet 2008, il signe une prolongation de contrat de cinq ans avec Green Bay de dix-sept millions de dollars. En 2008, il joue seize matchs (dont douze comme titulaire) et fait soixante-huit tacles. En 2009, il joue quinze match (dont trois comme titulaire) et fait sept tacles. Les apparitions de Poppinga se font de plus en plus rare et l'année 2010 avec la victoire au Super Bowl XLV, il ne joue que six matchs (dont un comme titulaire) et fait six tacles. Poppinga est résilié par Green Bay le 28 juillet 2011.
Le 2 août 2011, il signe avec les Rams de Saint-Louis où il joue quinze matchs dont douze comme titulaire. Malgré ce statut de titulaire, il est libéré à la fin de la saison 2011. Poppinga attend le 25 novembre 2012 avant de trouver une équipe, à savoir les Cowboys de Dallas et évolue à un poste de remplaçant pour le reste de la saison. Il redevient agent libre dès la saison achevée.